# Александровка (Цильнинский район)
Александровка — опустевшая деревня в составе Елховоозёрского сельского поселения Цильнинского района Ульяновской области. 

## География
Находится у реки Малая Цильна почти на границе с республикой Татарстан на расстоянии примерно 24 километра на север по прямой от районного центра села Большое Нагаткино. 

## История
В 1913 году в сельце было 92 двора, 685 жителей мордовской национальности, деревянная церковь и школа.  

## Население
Население составляло 1 человек в 2002 году (мордва), 0 по переписи 2010 года.

## Известные уроженцы
- Будилин, Иван Михайлович - Герой Советского Союза.